# Veszett kutya (film, 1977)
Veszett kutya (eredeti cím La belva col mitra, spanyolul: La loba con la ametralladora) Sergio Grieco 1977-ben bemutatott olasz-spanyol thrillerje Helmut Berger, Marisa Mell, Richard Harrison, Ezio Marano és Nello Pazzafini főszereplésével. Magyarországon 1990-ben jelent meg vágott formában, s azóta nem sugározták televízióban, illetve nem jelent meg újabb VHS-, avagy DVD-kiadásban. Az egyes filmekkel foglalkozó portálokon, mint a PORT.hu, még mindig nincs adatlapja.
A film készítői a főszereplő bűnözőt, Nanni Vitalit valós személyről mintázták. Az 1970-es évek olasz alvilágának notórius gonosztevője volt Renato Vallanzasca, aki többszörös gyilkos volt, számos fegyveres rablást, emberrablást és testisértést követett el, valamint sikerült megszöknie börtönéből.
Helmut Berger hatásos alakítása ellenére film népszerűsége mára már megfakult. Egyúttal az utolsó ún. poliziottesco (olasz rendőrfilm) műfajú alkotások között van, amelyeknek még az évtized elején jóval sikeresebb darabjai születtek, így a Franco Neróval a főszerepben forgatott 1973-as A rendőrség megbélyegez, a törvény felment (La policía detiene, la ley juzga/La Polizia incrimina, la Legge assolve) c. spanyol-olasz bűnügyi film.

## Szereplők
| Szerep                     | Színész                              | Magyar hangja (1. szinkron, 1990) |
| -------------------------- | ------------------------------------ | --------------------------------- |
| Nanni Vitali               | Helmut Berger                        | Ujréti László                     |
| Guiliana Caroli            | Marisa Mell                          | Menszátor Magdolna                |
| Giulio Santini felügyelő   | Richard Harrison                     | Vass Gábor                        |
| Carla Santini, Giulio húga | Marina Giordana                      | Kiss Erika                        |
| Santini bíró, Giulio apja  | Claudio Gora                         | Bodor Tibor                       |
| Aldo „Bimbo” Pacesi        | Alberto Squillante                   | Incze József                      |
| Pappalardo                 | Luigi Bonos (Gigi Bonos)             | Gruber Hugó                       |
| Giuliana Caroli apja       | Vittorio Duse                        | Elekes Pál                        |
| Pietro Caporali            | Nello Pazzafini (Giovanni Pazzafini) | Kisfalussy Bálint                 |
| Mario Portesi              | Antonio Basile                       | Téri Sándor                       |
| Bruno Esposito             | Sergio Smacchi                       | Dengyel Iván                      |
| Rosa Vitali, Nanni nővére  | Maria Pascucci                       | Bessenyei Emma                    |
| Enzo Barbareschi           | Ezio Marano                          | Beregi Péter                      |

## Cselekmény
|  | Alább a cselekmény részletei következnek! |

Szicília egyik börtönében raboskodik a szadista, erőszakos, mértéket nem ismerő Nanni Vitali (Helmut Berger), aki három társával, Pietro Caporalival (Nello Pazzafini), a jobb kezével, Mario Portesivel (Antonio Basile) és Bruno Espositóval (Sergio Smacchi) megszökik. Nem ez az első kísérlete, de csak most jár sikerrel. A börtönnél kocsi is várja egy másik társukkal és egy őrt is túszul ejtenek. A brutális Vitali már a kocsiban kegyetlenül bántalmazza az idős foglárt, akit végül kihajítanak az útra félig összeverten. Azonban már a sarkukban van Giulio Santini felügyelő (Richard Harrison), aki több lövést is lead rájuk kocsijából. Vitali és társai is viszonozzák a tüzet, de sofőrüket halálos találat éri. Ekkor Vitali lő a felügyelő autójára, amitől a jármű egy meredélyről lesiklik az útról. A felügyelőnek még sikerül kiugrania, viszont az autó kigyullad és megsemmisül. Vitaliék tovább hajtanak, majd megállítanak egy fiatal párt, akitől elveszik az autójukat és a pénzüket, és tovább hajtanak.
Vitali következő állomása egy benzinkút, ahol előbb a benzinkutast megkérik, tankolja tele a lopott kocsit, majd miután sor kerülne a fizetésre, fegyvert rántanak, az idős kutast és a fiát is jól helyben hagyják, majd az aznapi bevételt felmarkolva iszkolnak el.
Santini felügyelő az őrsön azonnal munkába kezd és elsőként a szökevények aktáit nyitja fel. Vitali, akit a Veszett kutyának hívnak egyesek, gyilkosság miatt töltötte 23 éves börtönbüntetését. Mario mérgezéses gyilkosságért, Bruno kilencrendbeli autólopásért ült. Pietro bűneit nem ismertetik a filmből. Santini felhívja az apját, aki a helyi bíró. Santini bíró szabta ki Vitalira és Caporalira a súlyos büntetést és az ítéletet egy rendőrségi spicli, Enzo Barbareschi (Ezio Marano) vallomására alapozták. Vitali már a tárgyalóteremben megesküdött, hogy megszökik és bosszút áll Barbareschin. Barbareschi a városban él Guiliana Caroli (Marisa Mell) nevű barátnőjével, hivatalosan üzletemberként. Santini nyomban hozzálát, hogy előkerítse Barbareschit.
De Vitaliék már nyomára akadtak Barbareschinek és barátnőjének, akit a lopott autóval elvisznek egy elhagyatott helyre, valamiféle kőbánya területére. A durva Vitali szembesíti magával az értetlenül álló Barbareschit, aki bár fogadkozik, hogy sose látta őket (ami lehet, hogy igaz, mert lehetséges, hogy szembesítés nélkül tette a vallomását). Vitali viszont tudja Barbareschi miatt ítélték el és közli vele, hogy megöli. Guiliana kéri a bűnözőket, hogy hagyják Barbareschit békén, mire Vitali vele kezd el erőszakosan bánni. Egy újsággal előbb felpofozza, amelynek címlapján ő és szökött társainak fotója látható. Vitali arcátlan, alpári hangnemben követeli Guilianától, hogy olvasson bele a cikkbe, miszerint ő a Veszett kutya, s molesztálni kezdi a nőt és erőszakkal megcsókolja. Feltett szándéka, hogy a magáévá teszi, mert amióta börtönben van, nem volt szerencséje egy nőhöz sem. Barbareschi erre hevesen megpróbál ellenállni, de Vitali tagbaszakadt társai lefogják. Vitali Guilianát egy kiszáradt fa tövébe hurcolja, ahol megerőszakolja, mialatt a tehetetlen Barbareschi fenyegetéssel vegyes kérő hangon ordít utánuk. Egyszer ugyan sikerül kiszabadulnia Pietróék kezei közül, de gyengébb fizikuma miatt nem tud számottevő ellenállást kifejteni, s Pietróék néhány ütéssel és rúgással teszik ártalmatlanná.
Amikor Vitali végez Guilianánál, hozzálát, hogy kikészítse a besúgót. A magatehetetlen férfi halkan könyörög, ám Vitali most Barbareschi bántalmazásával elégíti ki magát, aki egy pocsolyában köt ki véresre verve. Ezután Pietro és Sergio megássák Barbareschi sírját, közben már a Nap is lemegy. A félholt Barbareschit a szűk, alig mély gödörbe tuszkolják, aki még él, mikor Bruno és Mario valamiféle meszes tartalmú anyagot locsolnak rá, hogy a holttest oszlása esetén ne legyen szaga. A sebeire ömlő szer miatt Barbareschi kínok közt pusztul el, majd a testét elkaparják, míg a megfélemlített és megbecstelenített Guilianát Vitali együttműködésre kényszeríti.
Nem sokkal később Guiliana visszatér a városba, majd a lakásán Santini felügyelő is felkeresi Barbareschi után érdeklődve. Guiliana próbál higgadt és magabiztos lenni, s Vitalitól való félelmében azt mondja a felügyelőnek, hogy Barbareschivel szakított, s különváltak az útjaik, azóta pedig nem látta. Ekkor Santini Barbareschi lehetséges barátai és ismerősei felől kérdezi a hölgyet, aki hirtelen zavarban jön. Egykori élettársát háromszor is múltidőben említi, ami feltűnik Santininek, de rövidesen tovább áll. Távozása előtt még közli Guilianával, hogy Barbareschi kapcsolatban állt a rendőrséggel, ez pedig tovább fokozza a zavart a hölgyben.
Amint a felügyelő kilép az ajtón, Giuliana szobájában feltűnik egy másik férfi is, aki szemüveget visel, szakálla és hosszú haja van. A Santini a látottak és hallottak alapján gyanakodni kezd, ezért ráállítja kollégáit a hölgy megfigyelésére, mivel tudja, hogy Guiliana fél és csak szerepet próbál játszani. Giuliana lakásán az ismeretlen férfiről közben lehull az álca: ő maga Vitali, így ellenőrizte Giulianát. Megismétli neki újból azt, amit korábban mondott: ha szót fogad neki és az utasítása szerint jár el, akkor nem esik bántódása, ellenkező esetben végez vele. Vitali hangsúlyozza, hogy szeret gyilkolni és ezt tudja a többi cimborája is, akik további utasításokra várnak. Úgy véli tehát, most, hogy megölte a besúgót, megszerezte magának Guilianát és abszolút a hatalmában tartja, ezért újból kiéli rajta perverz vágyait. Egyenest követeli tőle, hogy szeresse őt, még azzal is kecsegteti, hogy egy nagy terv megvalósítása után komoly pénzre tehet szert.
Guiliana megfigyelését Pappalardo rendőr végzi (Luigi Bonos), míg a szerencsétlen nő a zsarnok bűnözővel kénytelen ágyát megosztani. Vitali közli Guilianával a tervét: Guilianának vissza kell menni az apjához, akivel megszakadt kapcsolata, amióta Barbareschivel élt együtt. Guiliana apjától (Vittorio Duse) pénzt kell szerezni, amiből egy nagy rablást finanszíroznak majd. A rablásból szerzett pénzzel és hamis útlevelekkel Vitali és társai Guilianát is elhurcolva Venezuelába akarnak szökni. Vitali ugyan ígéri, hogy nem fog senkit megölni, de Giuliana saját bőrén érezve és a csúnyán pórul járt Barbareschi példáján tapasztalva nem hisz neki, eközben pedig Vitali minden adandó alkalommal molesztálja.
Három nappal később Giuliana kijön a lakásáról. Pappalardo és egyik kollégája már figyelik is. De Giuliana tétovázik, amit Pappalardo nem egészen ért. Giuliana ráadásul meg is gondolja magát…
Santini alaposan kielemzi a Vitaliról fellelhető adatokat, megtudja többek közt, hogy Vitali maszkírozza magát, legfőképp álszakállat hord. Mialatt utasításait osztja szét alárendeltjeinek, értesítik, hogy megjött hozzá Giuliana Caroli. Giuliana ereiben valósággal megfagy a vér, amikor meglátja Vitali arcképét és fantomképeit. Santini ellenben gálánsan viselkedik vele és cigarettával kínálja, továbbá elmondja mi köze van Barbareschinek egy veszedelmes bűnözőhöz. Giuliana így megtöri a hallgatást és bevallja, hogy Vitali megölte Barbareschit. Csak a rettegés és halálfélelem tartotta vissza őt, hogy beszéljen, azok után, amit Vitali vele is tett. Giuliana elmondja, hogy pénteken három órakor egy gyártelep pénztárát fogják kifosztani, ahol történetesen az öreg Caroli is dolgozik biztonsági őrként. Vitali terve szerint Giuliana elterelné az apja figyelmét, de Giuliana apja természetét ismerve, tudja, hogy Vitali ellenállásba ütközne és abból tragédia következne be.
Santini felügyelő ellenlépéseket tesz: úgy csinálják, hogy Nanni azt higgye minden a terv szerint alakul, de a gyár alkalmazottai helyett rendőrök lesznek ott, az öreg Carolit is beavatják és Giuliana is eljátssza a szerepét. A felügyelő taxinak álcázott kocsival viszi vissza a lakására és kitartásra biztatja. Alighogy Giuliana kiszáll, nyomban egy kutyát cipelő nő ül be helyette, aki kutya szépségszalonba akarja vitetni a kedvencét. A kissé kényelmetlen helyzetbe került Santini pedig kénytelen elfuvarozni őket.
Giuliana elmegy az apjához a Gianzahella gyár telepére. Az öreg Caroli örül a lányának, de nem érti mi a szerepe ebben az egészben. Beszélgetés közben telik az idő, ám a rendőrök még nem érkeztek meg, viszont Vitali és a társai nyomban behajtanak a telepre kocsijukkal és Beretta típusú automata gépfegyverekkel. Vitali az öreg Carolit tartja sakkban és elveszi a fegyverét, míg Pietróék összeszedik a pénzt. Egy embert meg is sebesít Nanni, aki fegyvert próbál rántani, majd Giulianát megragadva iszkolni készülnek. Ám ekkor lép színre a rendőrség. Erre Vitaliék az alkalmazottakat akarják túszul ejteni és beterelnék az épületbe, de az ajtón belépve a Veszett kutya szembe találja magát Santinivel és egy csapat fegyveres rendőrrel. Vitali rögvest felismeri, hogy ez Santini bíró fia, aki őt elítélte. Vitali női alkalmazottakat ejt túszul, Santini pedig utasítja az embereit, hogy hagyják Vitalit elmenni, aki kifelé menet egy rimánkodó idős asszonyt még szitává lő, bár különösebb oka nincs erre. A túszokat egy kisteherautóba tuszkolják, amit Giulianának kell vezetnie, mellette van Bruno is egy géppuskával. Nanni és a többiek a személyautóval menekülnek, mire Santini riadót fúj a többi rendőrnek is. A rendőrség hamar elállja Vitalliék útját, Giuliana pedig pisztollyal megsebesíti Brunót és kiszabadítja a lányokat. Nanni igen hamar ráeszmél, hogy Giuliana becsapta őt. Pietro és Mario eleget téve Santini felszólításának megadja magát, de Vitali lead egy sorozatot fegyveréből és a rendőrségi kocsik kordonján törve keresztül nyer egérutat, így Giuliana nem lehet nyugodt, mert most ő lesz a célpontja.
Nanni felkeresi Rosa nevű testvérét (Maria Pascucci) egy vasútállomáson, bár ez is igen kockázatos rá nézve, hisz ha a rendőrség tudomást szerez Rosáról, úgy rögvest nála fogják keresni. Vitali meg akar fizetni Giulianának, amiért nem segített neki a bűncselekmény elkövetésében, ehhez kéri Rosa segítségét, akitől némi pénzt is kap, mert rájön, hogy a gyárból zsákmányolt bankók hamisak. Rosát megkéri hazudja azt a rendőröknek az ő környékén tartózkodik, s míg őt rossz helyen keresik, ő elintézheti Giulianát. Rosa búcsúzóul még megkéri, hogyha végzett, akkor tűnjön el örökre, amit Nanni szelíd mosollyal megfogad és távozik.
Ezalatt a rendőrség a kőbányában kihantolja Barbareschi tetemét. A gyilkosságot eddig Nanni társai tagadták, mostanra viszont már bizonyíték is van ellenük. Pietro fenyegetőzik Giuliana felé, amire a dühös Santini arcon vágja és közli vele, hogy bűnrészesség miatt életfogytig tartó szabadságvesztés vár rájuk. Bruno ellenben már nem olyan megrögzött és kemény, mint Pietro, ő azt állítja neki nincs köze Barbareschi meggyilkolásához, Nanni volt az, aki kitervelte és végrehajtotta. Erre Pietro Brunóra is rátámadna, de elvezetik mindkettőjüket.
Giuliana lakhelyének védelmét megerősítik, Giuliana mégis retteg, ismeri Nanni elszántságát. A félelmei nem alaptalanok, mert Santini távozása után megjelenik egy szemközti épület tetején a Veszett kutya távcsöves puskával. Giuliana lefekvéshez készül, amikor telefonon beszél még a felügyelővel, ekkor pillantja meg Nannit, aki lövést ad le. Giuliana félreveti magát és csak a lábát találja el a golyó. Az őrség tüzet nyit, de a sötétben nem látják Nannit. A bűnöző a rendőrségi szirénák hallatán el is tűnik az éj sötétjében. Előtte még egy lövést lead, azzal sikerül megölnie az egyik őrt, bizonyos Mazzonit, tovább növelve halottjai számát.
Santini megkeresi Rosát. Ő Santini előtt védelmébe igyekszik venni öccsét, akit az apja gyakran megvert, vélhetően ennek hatása alatt mélyült el gyerekkori agresszív viselkedése. Tízévesen már kis híján ölt is embert, egyik társát verte félig agyon. Santini próbálja a hatósággal való együttműködésre rábeszélni Rosát, míg Nanni találkozik egy másik barátjával, Bimbóval, alias Aldo Pacesivel (Alberto Squillante), egy rendőrgyilkossággal gyanúsítottjával, amit nem tudtak rábizonyítani. Nanninak viszont büszkélkedik, hogy a szeme között találta el a zsarut. Az események ekkor hirtelen váratlan fordulatot vesznek, mert Bimbo és Nanni rögvest elfognak egy idős urat és a lányát, aki történetesen Santini bíró és legkisebb gyereke, Carla (Marina Giordana), ezzel világossá válik Nanni Vitali új célpontja.
Santini felügyelő hamar értesül apja és húga elrablásáról. Vitali százmillió lírát és szabad elvonulást követel a felügyelőtől apjáért és húgáért cserébe, s három nap határidőt ad neki. Santini viszont kis híján kezdi elveszteni a fejét és követeli Nannitól, hogy szemtől szembe álljon ki vele. Rosa csak szomorúan tekint Santini után, arcáról nehéz eldönteni, hogy kit sajnál jobban, vagy egész egyszerűen csalódott, mert Nanni folytatja ámokfutását. Nanni és Bimbo a kocsiban ülve azon morfondírozik vajon ne erőszakolják-e meg Carlát is. Vitali pszichopatizmusma teljesen elhatalmasodik, ehhez pedig Bimbo fel akar nőni: épp ezért mind a ketten hideg vérrel agyonlőnek két közúti ellenőrzést végző rendőrt.
Mialatt Santini lázasan dolgozik, Giuliana az apjával tölti idejét. A hölgy láthatóan már megnyugodott kissé, bár aggódva szemléli az eseményeket, s aggódik Santini családjáért. Neki sikerült is visszatalálnia a boldogsághoz apja mellett.
Nanni és Bimbo Santini bírót és Carlát egy régi gyár épületébe hurcolják, ahol megkötözik őket. Santini felügyelő és Pappalardo egy létrás autóval járják az utat, mígnem megállnak egy útszéli póznánál, ahol a telefonvezeték húzódik. Santini ezen a környéken sejti Bimbo és Nanni búvóhelyét és a telefonpóznán lép érintkezésbe az őrssel, ahová már befutott Bimbo hívása Santinihez. A rendőrségnek sikerült lokalizálni a hívást, ami egy Sant'Agata a nevű településről jött, mely nincs messze attól a helytől, ahol Santini és Pappalardo tartózkodik. Bimbo utasítása szerint Sant'Agata piacterén kell elhelyeznie a váltságdíjat, egy öreg koldusnál. Santini látcsövével viszont végigpásztázza a területet és megpillantja az elhagyott gyárat, ahol mozgást észlel.
Bimbo túl biztos a dolgában, de Nanni óvatosabb és gyanakszik, hogy Santini ravasz tervet is kieszelhetett. Bimbo egy flaskából bort iszik, amikor a bíró megpróbálja elvenni a revolverét, de nincs ideje elsütni, mert Bimbo kiüti a kezéből. A pisztolyt felkapva több lövést ad le a bíróra, aki halálosan megsebesül. Vitali felbőszül Bimbo tettén és kiküldi az épületből, de még jobban felmérgesíti az apja miatt kesergő Carla, akit borotvapengével kezd el vagdosni. Carla sikoltozását meghallja Santini felügyelő is, aki rögvest az épületbe siet, Pappalardót pedig erősítésért küldi. Az épületben összetalálkozik Bimbóval. A fiatal férfi le akarja ütni a felügyelőt, majd a dulakodás közben két lövés is dördül és az egyiktől Bimbo holtan rogy össze.
Vitali magával hurcolja Carlát és azzal fenyegetőzik, hogy levágja a borotvával a mellét. Mivel már segítőtársát elvesztette, ezért Vitali elkezd félni, tudván, hogy erős ellenféllel áll szemben, akivel a küzdelem végkimenetele ránézve kétséges. A pisztolyát Carla fejének tartva kényszeríti Santinit, hogy dobja el a revolverét, aki ezt megteszi. Vitali megint kezdi visszanyerni az önbizalmát és egyetlen dolog hajtja már, hogy megölje Santinit, de Carla cselekvésre szánja el magát, kilöki a kezéből a fegyvert, Santini pedig neki esik Vitalinak, s mint egy gyereket úgy veri el. Vitali még kést rántana, de nem sokáig verekszik Santinivel, aki az ütések közepette megalázza és előrevetíti jövőjét, az életfogytig tartó börtönt, s ő végig nézi a Veszett kutya sivár napjait. Vitali ellenállási kísérletei hasztalanok maradnak, végül megalázottan és megtörten hull a gyártelep porába, ezalatt megérkezik az erősítés is.
Santini bíró túléli az őt ért lövéseket és gyerekeivel abban bízik, hogy egy nap elfelejtik az átélt borzalmakat…

## A magyar változat
A magyar nyelvű változatot a Hungarovideo készítette. A magyar változatban hiányzik Barbareschi kínhalálának epizódja, illetve a megerőszakolási jelenetnél is egészen más zene hallható, mint amit Umberto Smaila komponált a filmhez.

## Forgatási helyszín
A történet ugyan Szicíliában játszódik, de magát a filmet Ancona megyében, Umbria területén forgatták, Észak-Olaszországban, az Adria partján fekvő Montemarciano, Senigallia és Ostra városokban, illetőleg azok környékén.

## Vélemények a filmről
Grieco filmje vegyes fogadtatásban részesült. A filmalkotás erőszaktöltete magától értetődően támadások kereszttüzében áll, bár e műfaj rajongói között is van olyan, aki túlzóan spekulatív jellegűnek tartja a film erőszakos jeleneteit. A vélemények azonban egyhangúlag elismerően beszélnek a Berger nyújtotta alakításról, aki meggyőzően játssza az öncélú, brutális, cinikus, határokat nem ismerő Vitalit, akinek ereje a kegyetlenségében van. Ám ha nincs mögött megfelelő támasz, vagy nincs fegyver a kezében, éppolyan gyámoltalan és kiszolgáltatott, mint némely áldozata. A filmkockákon hol fröcsög belőle a gyűlölet és az agresszió, hol pedig kéjeleg, ha erőszakot tehet más embereken, különösen a védtelen egyéneken. Jóllehet a jóság szemernyi jelenléte még meg van Nanniban, mint az visszatükröződik a testvérével való találkozáskor a vasúton, ami azt sugallja, hogy teljesen nem egy lelketlen állat, csak a gyerekkori traumák tették azzá.
A kritikák említik még Luchino Viscontit, akinek filmjeiben Berger szerepelt és a rendezővel is igen bensőséges viszonyt ápolt. Úgy tartják, hogy Visconti, aki egy évvel a Veszett kutya bemutatása előtt hunyt el, nem lett volna elragadtatva, ha kedvence vér, pisztolygolyók, nemi erőszak, verések és öldöklés közepette jelenik meg a filmvásznon. Az éles kritikák ellenére az effajta változatosságnak kifejezetten hívei voltak akkortájt az olasz filmesek, akik egy egészen eltérő szerepet adtak Bergernek. Bergerről ráadásul köztudomású volt, hogy férfiakkal is viszonyt folytat, Viscontival is évekig élt együtt (majd a Veszett kutya után épp Marisa Mellel kezdett viszonyt folytatni) és többször elmondta, mindenfajta erőszakos megnyilvánulást elítél.
Kollégájának, Ezio Maranónak viszont törékeny karakterét jól visszaadja a film, ahogyan véresen, porba hullva szenved ki Vitali és társai ütései nyomán, míg előzőleg kínjai jól felvezette barátnőjének megerőszakolása. Marano némely filmben maga is bűnözőként, öncélú vandálként jelenik meg, méghozzá a Bűnvadászok c. Bud Spencer-Terence Hill vígjátékban, ahol viszont egyetlen ütés elég Spencer részéről, hogy azonnal kiiktassa őt, ezzel mutatván, hogy nem is olyan magabiztos, szilárd személyiség. Az ördög jobb és bal keze c. spagettiwesternben sunyi, alattomos kinézetű csatlóst játszott. Marano viszont színházi színész is volt, ahol az ilyen filmes szerepektől gyökeresen eltérő, introvertált, visszafogott karakterként tűnt fel. Ez az oldala jelenik meg Maranónak a Veszett kutyában, amely kedvelt célpontja a Vitali-féle szadistáknak, tudván, hogy az ilyenekkel a legkönnyebb elbánni. Marano szánalmas veszte feléleszti az együttérzést a nézőben, míg Berger félelmetes benyomást kelt.

## Párhuzamok Renato Vallanzasca eseteivel
Renato Vallanzascáról, a milánói születésű bűnözőről már 1977-ben forgatott filmet Mario Bianchi, a Magyarországon eddig még bemutatásra nem került Vallanzasca bandája (La banda Vallanzasca) címmel. Umberto Lenzi 1974-ben forgatta Tomás Miliánnal a Milano odia: la polizia non può sparare c. giallót, amely egy kitalált pszichopata rablógyilkosról, Giulio Sacchiról szól, aki szintén Milanót tartja rettegésben. Nincs arról adat, hogy Vallanzasca Lenzi filmjét is ihlette volna.
Vallanzasca édesanyja ruhabolti eladónő volt. Grieco filmjében Rosa Vitalli is ruhaüzletben dolgozik igen csekély fizetésért. Vallanzasca gyerekkorától kezdve hajtott végre apróbb bűncselekményeket (huligánkodás, lopások, garázdaság). Még saját bandát is alapított fiatalkorú bűnelkövetőkből, amely néhány éven belül, amint a tagok felnőtté serdültek és megerősödtek, Milánó legveszélyesebb bűnbandájává vált és a lopásokból és rablásokból annyi pénzt halmozott fel, hogy Vallanzasca elkezdett nagy lábon élni. Vitalli a filmben is a kor vagány divatját követi és mániákus vágy hajtja fiatal nők után.
Vallanzascának is volt ebben az időben beceneve, bár őt, mint a sármos Renè-t (Il bel Renè) emlegették és ma is legendákat mesélnek róla Milánóban.
Vallanzascát 1972-ben fogták el először egy szupermarket kirablása után, amelyért 4 és fél évre ítélték. Büntetését a milánói Szt. Viktor börtönben kellett leülnie, de a börtönből több ízben próbált megszökni és részt vett börtönlázadásokban. Vagy 36 különböző büntetés-végrehajtási intézménybe szállították át, mivel nem lehetett kezelni a magatartását. Egyik helyen sikerült megfertőznie magát májgyulladásbaktériummal és kórházba kerülve elég időt nyert a szökéshez. Ezután Sorrento városában, vagy Cilento vidékén bujkált, vele volt ekkoriban barátnője, Ripalta Pioggia, aki még 1973-ban szült neki egy fiút, Massimót.
Vallanzasca bandája rövid időn belül újra összeállt és valóságos ámokfutásba kezdett, több ember életét oltva ki. Megölt négy rendőrt, egy orvost és egy banki alkalmazottat is, illetve négy emberrablást hajtott végre, a túszokat pedig váltságdíj ellenében eresztette szabadon. Santini bíró és lánya elrablásának mintájául Emanuela Trapani, egy gazdag milánói vállalkozó lányának túszul ejtése szolgált. A Trapani lányért Vallanzasca egymilliárd líra váltságdíjat követelt, s mialatt társaival a lányt egy kocsival elvitte, útközben két rendőrt is meggyilkolt 1977. február 2-án, akik közúti ellenőrzést végeztek. A gyilkosság helyszínén ma emlékmű áll az elhunyt rendőröknek. Vallanzasca ezután Rómába menekült, de kevesebb mint két héttel később kézre kerítették.
Vallanzasca már börtönben ült, amikor a Veszett kutya bemutatásra került a mozikban. A következő években még több alkalommal próbált megszökni, de mindig elfogták. Ezenkívül börtönbüntetése alatt is sikerült egy gyilkosságot elkövetnie, habár az ebben való felelősségét Vallanzasca a mai napig tagadja. Vallanzascát, mint többszörös gyilkost és számos bűncselekmény végrehajtóját, illetőleg kitervelőjét a bíróság tényleges életfogytiglani börtönbüntetésre ítélte. A mai napig Milánóban tartják fogva, habár többször is nyújtott be kegyelmi kérvényt, de mindannyiszor elutasították.

## Érdekességek
Quentin Tarantino Jackie Brown c. filmjében Bridget Fonda az egyik jelenetben épp a Veszett kutyát nézi a televízióban. Köztudott, hogy Tarantino rajong az olasz erőszakfilmekért és egyes rendezők, mint Sergio Leone, vagy Sergio Corbucci komoly hatással vannak rá.
Mivel a három főszereplő nem volt olasz nemzetiségű (Mell és Berger osztrákok, Harrison pedig amerikai), ezért szinkronizálták őket. Berger olasz hangja Corrado Pani, Mellé Rita Savagnone, Harrisoné pedig Pino Locchi volt. Érdekes, hogy az egyik olasz szereplőt, Luigi Bonost is szinkronizálták, méghozzá Sergio Fiorentinivel.